# Horst von Cornberg
Horst Oskar Christian Richard Freiherr von Cornberg (* 13. Dezember 1886 in Greiz; † 7. Mai 1943 in Trier) war ein preußischer Verwaltungsjurist, Landrat und Regierungsdirektor.

## Leben
Horst Freiherr von Cornberg bestand 1906 das Abitur in Wernigerode ab und studierte in München und Göttingen Rechtswissenschaften und Nationalökonomie. 1909 promovierte er an der Universität Göttingen zum Dr. jur. mit einer Arbeit zum mittelalterlichen Recht. Im gleichen Jahr war er Referendar am Oberlandesgericht Celle und war anschließend als Landratsvertreter im Osten des Deutschen Reichs eingesetzt.
1909 trat er als Einjährig-Freiwilliger in das 4. Garderegiment zu Fuss ein. 1912 wurde er zum Leutnant der Reserve ernannt. Nach Kriegsbeginn im August 1914 war er mit seinem Regiment im Einsatz in Belgien und Frankreich. Als Kompanieführer wurde er in der Winterschlacht in der Champagne am 19. März 1915 schwer verwundet und war nicht mehr kriegsverwendungsfähig.
Von August 1915 bis November 1918 war er kommissarischer Kreischef in Kolno bei Lomza (am Narew) im Generalgouvernement Warschau im von Deutschland besetzten Polen. Nach der Ernennung zum Regierungsrat im Oktober 1918 war er anschließend Landratsvertreter in verschiedenen Landkreisen, bevor er am 5. Januar 1923 zum Landrat des Netzekreises in der neu gebildeten Provinz Grenzmark Posen-Westpreußen ernannt wurde. Nach der Machtübernahme der NSDAP wurde Freiherr von Cornberg am 6. April 1933 in den einstweiligen Ruhestand versetzt. Nach kurzer Tätigkeit im Oberpräsidium Berlin-Charlottenburg wurde Freiherr von Cornberg am 1. August 1933 zum Regierungsdirektor für das Kirchen- und Schulwesen in Schneidemühl ernannt. Am 1. Juli 1938 wurde er an die Bezirksregierung in Trier versetzt und arbeitete dort als Regierungsdirektor ebenfalls im Bereich Kirchen und Schulen. In dieser Position blieb er bis zu seinem Tode im Mai 1943.